# André Lysenstøen
André Lysenstøen (né le 27 octobre 1988 à Oslo, en Norvège) est un joueur de hockey sur glace norvégien occupant la position de gardien de but.

## Biographie
Formé au Manglerud Star Ishockey, Lysenstøen commence sa carrière professionnelle avec le Lillehammer IK et son club réserve en 2006. Il n'y joue qu'une année avant de passer au Stavanger ishockeyklubb, où il connait ses meilleures années professionnelles. En 2009, il passe au Heinolan Kiekko en Mestis. Après une année sabbatique, il joint de nouveau Manglerud, où il accumule les postes d'entraineur-chef de la réserve, entraineur des gardiens de buts de l'équipe première et assistant-entraineur de l'équipe des moins de 19 ans, en plus de jouer un match avec la réserve. Il prend par la suite sa retraite de joueur pour devenir entraineur des gardiens de buts pour les équipes jeunes de l'équipe nationale norvégienne.
En équipe nationale, il représente la Norvège. Il participe aussi à plusieurs championnats du monde lors de son passage à Stavanger et Heinola.